# Tjärved

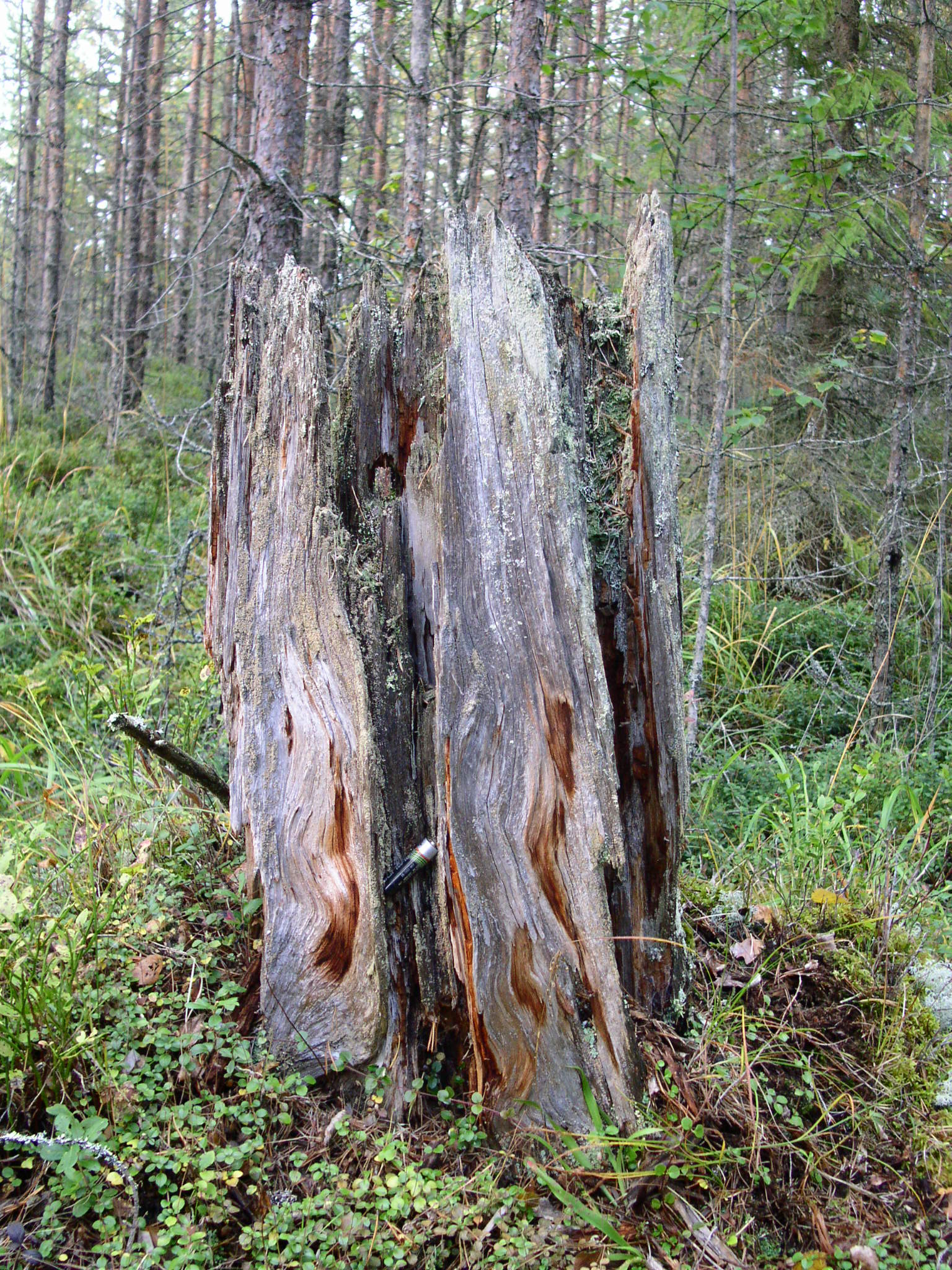
En mer än 150 år gammal tallstubbe i Dalarna, bevarad på grund av sin höga halt av kåda.

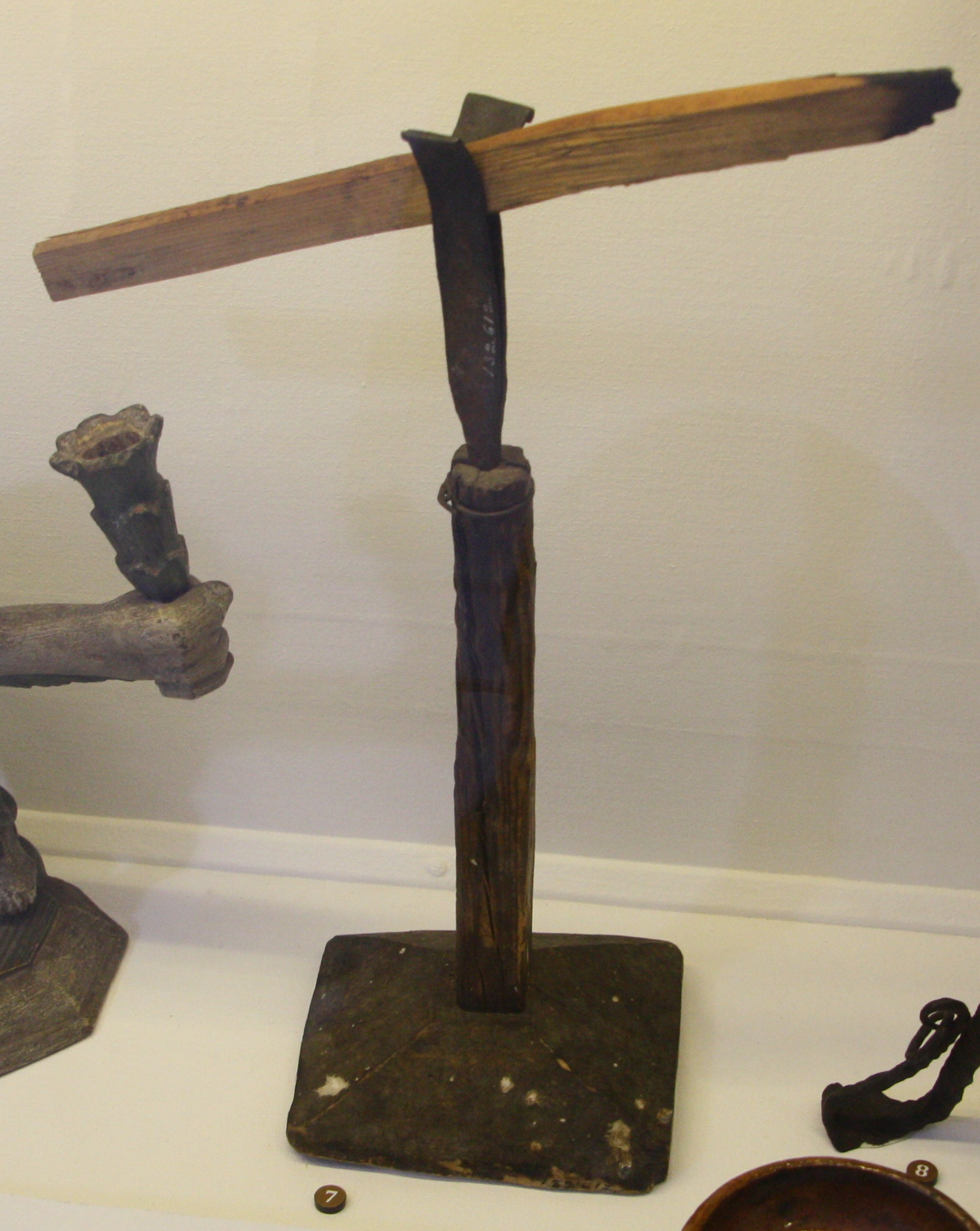
Stickstake, Källsjö socken, Halland - Nordiska museet, Stockholm

Tjärved, även kådved, är en typ av ved som kan uppkomma naturligt i tall eller som så kallad törved efter svampangrepp. Tjärved används till tjärbränning, tjärbloss och som tändved. På grund av sitt innehåll av lättflyktig terpentin är den lättantändlig, även i blött väder.
Tjärved från tallstubbar är lättast att skörda då rötter och ytved har murknat, vilket sker efter 15 till 30 år. Tjärveden är de delar som är rika på kåda (hartssyror) och murknar därmed mycket långsammare.
Under medeltiden och fram till 1800-talet användes en speciell teknik, katning, som innebar en nästan fullständig avbarkning av trädets nedre del för att öka kådbildningen. Man lämnade bara kvar en smal barkremsa, en så kallad livrand, mellan roten och den obarkade övre delen av trädet för att trädet skulle överleva.